# Hahnia pyriformis
Hahnia pyriformis là một loài nhện trong họ Hahniidae.
Loài này thuộc chi Hahnia. Hahnia pyriformis được Chang-Min Yin & Jia-Fu Wang miêu tả năm 1984.